# 肺虚
肺虚（はいきょ）とは、漢方医学で言う呼吸器系など全般の機能低下によりおこる症状を言う。

## 概要
漢方医学では六臓のうち肺は五行思想で言う金を司る機能を指し、六腑で言えば大腸、五官で言えば鼻、五体で言えば皮膚に相当するため肺の機能の低下は（西欧医学で言う肺の機能障害とは異なる）呼吸器の炎症、熱っぽく肩背が痛むなどがあらわれるとされる。漢方医学では
対処としては
鍼灸においては五行や東洋医学の治療方針の関係から五行では自経が虚すれば、その母を補うとされており、この場合、金の気である肺が虚すれば土の気である母の脾を補えとされており、肺経の太淵穴、脾経の太白穴が用いられる。